# Fehér-patak
Fehér-patak är ett vattendrag i Ungern.   Det ligger i provinsen Borsod-Abaúj-Zemplén, i den nordöstra delen av landet, 220 km nordost om huvudstaden Budapest.